# Фаризан, Сара
Сара Фаризан (англ. Sara Farizan) — американская писательница, автор произведений для подростков.
Её дебютный роман «Если бы ты мог быть моим» получил премию Ферро-Грамли, премию Эдмунда Уайта и литературную премию Лямбда за детскую и юношескую литературу в 2014 году, а также был включён в Радужный список Американской библиотечной ассоциации как одна из лучших книг года на ЛГБТ-тематику. Другие её романы — «Расскажи мне ещё раз, как должна чувствовать себя влюблённая», который вошёл уже в Радужный список 2015 года, и «Здесь, чтобы остаться». 

### Романы
- If You Could Be Mine[англ.] (2013)[6]
- Tell Me Again How a Crush Should Feel (2014)[7]
- Here to Stay (2018)[8]
- Dead Flip (2022)[9]

### Рассказы
- "Why I Learned to Cook" in Fresh Ink, под редакцией Lamar Giles[англ.] (2018)[10]
- "Take Me with U" in The Radical Element: 12 Stories of Daredevils, Debutantes, & Other Dauntless Girls, под редакцией Jessica Spotswood (2018)[11]
- "The End of the World as We Know It" in All Out: The No-Longer-Secret Stories of Queer Teens throughout the Ages, под редакцией Saundra Mitchell (2018)[12]
- "Side Work" in Hungry Hearts: 13 Tales of Food and Love, под редакцией Caroline Tung Richmond и Elsie Chapman (2019)[13]